# Accesskey
Un accesskey est un dispositif d'accessibilité qui permet à un internaute d'activer un lien ou un contrôle de formulaire dans une page web via une combinaison de touches similaire aux raccourcis clavier logiciels. Depuis 2016, ce système n'est plus recommandé par les directives de la Web Accessibility Initiative du World Wide Web Consortium. 

## Origine
Introduits par la spécification HTML4.0 en 1997, les accesskeys ont été rapidement implémentés par les navigateurs. Leur déploiement dans les pages Web a été retenu en 1999 comme une technique d'accessibilité de niveau AAA dans le cadre des directives pour l'accessibilité des contenus web WCAG1.0.

## Conflits avec les raccourcis clavier utilisateur
En 2002, le cabinet de conseil d'Accessibilité web WATca a montré que l'utilisation des accesskeys n'atteignait pas le but attendu pour l'accessibilité. En effet, les accesskeys posent un problème pour les utilisateurs d'aides techniques et, en particulier de lecteurs d'écran. Ces personnes doivent recourir à un grand nombre de raccourcis clavier pour utiliser leurs applications et naviguer sur une Page web, du fait de leur difficulté ou de leur incapacité à utiliser une souris. Or la plupart des accesskeys entrent en conflit avec les raccourcis clavier propres aux aides techniques. selon les cas, l'accesskey peut être inopérant ou à l'inverse priver l'utilisateur d'un raccourci logiciel indispensable. De ce fait, cette étude préconisait l'abandon des accesskeys.
D'autres conflits sont également possibles avec les raccourcis globaux de l'environnement de travail (Windows, GNU/Linux, MacOS)
En raison de ces incompatibilités entre accesskeys et raccourcis clavier utilisateur, certaines méthodes d'application de WCAG telles que le RGAA français proscrivent ou découragent[réf. nécessaire] l'utilisation des raccourcis clavier, tandis que d'autres les restreignent à un nombre limité de touches, pour l'essentiel numériques.  
En 2016, ce mécanisme est abandonné par le projet de directives d'accessibilité des contenus Web WCAG2.0.